# معهد الأمن العالمي
معهد الأمن العالمي (بالإنجليزية: Global Security Institute (GSI))، منظمة دولية خاصة غير حكومية تعمل لإزالة الأسلحة النووية من خلال التعاون والأمن الدوليين. وهي تهدف إلى التأثير على القوانين الوطنية، والسعي إلى إنجاز مهمتها بالتركيز على حصر وعدم انتشارها ونزع الأسلحة النووية.

## التاريخ
تأسس المعهد في أكتوبر عام 1999، من قبل عضو مجلس الشيوخ الأمريكيالسناتور الأمريكي آلان كرانستون. واعرب عن اعتقاده بان الأسلحة النووية «غير عملية ومحفوفة بالمخاطر وتستحق الحضارة».

## القيادة
القيادة الحالية للمعهد هي كما يلي:
- كيم كرانستون - رئيس مجلس الإدارة، انتخب في عام 2000 بعد وفاة والده
- جوناثان غرانوف - الرئيس

## البرامج
يضم المعهد حاليا من أربعة برامج محددة جيدا:
1. مجموعة الأمن بين الحزبين 1- الدوائر الانتخابية والتي تشمل أعضاء الكونغرس الأمريكي وموظفيهم.
2. التعليم في مجال نزع السلاح والسلم 2 - تشمل الدوائر الانتخابية المواطنين والقادة في المجتمع العالمي.
3. مبادرة القوى الوسطى 3 نسخة محفوظة 13 فبراير 2008 على موقع واي باك مشين. - تشمل الدوائر الانتخابية ورؤساء الحكومات والدبلوماسيين، وخاصة في البرازيل، مصر، جزيرة أيرلندا، المكسيك، نيوزيلندا، جنوب أفريقيا، و السويد
4. الشبكة البرلمانية لنزع السلاح النووي 4 - الدوائر الانتخابية تشمل المشرعين في جميع أنحاء العالم

## روابط خارجية
- معهد الأمن العالمي